# Ware (Massachusetts)
Ware posłuchajⓘ – miejscowość w USA, w stanie Massachusetts, w hrabstwie Hampshire.
Nazwa Ware pochodzi z tłumaczenia Indiańskiego słowa "Nenameseck", czyli rybacki jaz (wymawiane: ware). Jazy były wykorzystywane do przechwytywania łososia, które ławice były obfite w Nowej Anglii.

## Religia
- Parafia św. Marii